# Топ челинџ лига
Топ челинџ лига (јап. ジャパンラグビートップチャレンジリーグ) је други ранг клупског рагби 15 такмичења у Јапану.

## О такмичењу
Рагби је популаран тимски спорт у Јапану. У Јапану има 125 000 рагбиста и око 3 600 рагби клубова. Јапан је први у Свету по броју рагби клубова и шести у Свету по броју рагбиста. У лигашком делу такмичења игра се једнокружно. Четири најбоље пласиране екипе иду у групу за промоцију. Екипа која буде прва у групи за промоцију иде у Топ лигу, а друга, трећа и четврта иду у плеј оф за улазак у виши ранг. Последњепласирани из Топ челинџ лиге испада у нижи ранг. 
Учесници:
- Чубу електрик паувер
- Чукогу ред регулионс
- Хино ред долфинси
- Хонда хит
- Камајиши сивејс
- Кјуден волтекс
- Мазда блу зумерси
- Мицубиши дајнаборси